# Aulura anomala
Aulura anomala är en ödleart som beskrevs av  Barbour 1914. Aulura anomala ingår i släktet Aulura och familjen Amphisbaenidae. Inga underarter finns listade.